# 瓦莱里奥·阿斯普罗蒙特
瓦莱里奥·阿斯普罗蒙特（義大利語：Valerio Aspromonte，1987年3月16日—），意大利男子击剑运动员。他曾获得2012年夏季奥运会男子花剑团体比赛金牌，他也参加了男子花剑个人项目，结果在四分之一决赛中被淘汰。